# 蘿伊絲·阿爾斯通
蘿伊絲·阿爾斯通（英語：Lois Alston，1931年—），出生名蘿伊絲·斯梅德利（Lois Smedley），美國前女子羽球運動員。她嫁給了喬·阿爾斯通。
1953年及1954年，蘿伊絲·阿爾斯通與喬·阿爾斯通連續贏兩次得美國羽球公開賽混合雙打冠軍。在1956年和1957年的全英羽球錦標賽，她兩次打入女子單打半決賽。1960年，她與J. J. Armendariz一起贏得加拿大羽球公開賽女子雙打冠軍。1968年，她與Sangob Rattanusorn一起贏得同一賽事的混合雙打冠軍。